# کانستراکت
کانستراکت (به انگلیسی: Construct) یک موتور بازی‌سازی دو بعدی مبتنی بر اچ‌تی‌ام‌ال۵ است که توسط Scirra Ltd توسعه یافته‌است.

## نسخه‌ها

### کانستراکت کلاسیک
کانستراکت کلاسیک در سال ۲۰۰۷ ساخته شد. کانستراکت کلاسیک، متن باز و رایگان و فقط خروجی ویندوز می‌داد، بود. یکی از ویژگی‌های مهم کانستراکت کلاسیک این است که می‌توان هم بدون برنامه‌نویسی با آن بازی ساخت و هم با زبان قدرتمند پایتون.
کانستراکت کلاسیک مثل گیم میکر می‌شود بازی سه بعدی ساخت ولی ادیتور سه بعدی ندارد.
کانستراکت کلاسیک در سال ۲۰۱۳ بازنشسته شد و کانستراکت ۲ جایگزینش شد.

### کانستراکت ۲
کانستراکت ۲ در سال ۲۰۱۱ ساخته شد و در سال ۲۰۱۳ جایگزین کانستراکت کلاسیک شد.
با کانستراکت ۲ فقط می‌شود، بازی ۲ بعدی ساخت و نمی‌توان با زبان پایتون در آن برنامه‌نویسی کرد.
کانستراکت در ابتدا فقط خروجی وب می‌داد، ولی بعداً خروجی ویندوز هم کانستراکت ۲ اضافه شد و در بعداً به وسیله سایت‌هایی مثل Cocoonjs و Cocoonio و Phonegap و نرم‌افزارهایی مثل وینوس و اینتل می‌شود خروجی اندروید و IOS گرفته شود.
کانستراکت ۲ در سال 2021 آخرین آپدیت خود را ارائه و پس از آن منسوخ شد.

### کانستراکت ۳
کانستراکت 3 در سال ۲۰۱۵ ساخته شد و برای مدتی بصورت Preview عرضه شد و در سال 2021 جایگزین کانستراکت 2 شد. 
این انجین بازی سازی بصورت تحت وب و بعد ها بصورت PWA دردسترس قرار گرفت. کانستراکت 3 با خروجی های قابل اجرا بر روی سیستم عامل های مختلف آرزوی هواداران خود را براورده کرد. کانستراکت 2 در گذشته با تمام امکاناتی که داشت اما هیچگاه یک خروجی وب استاندارد و مختص به خود را ارائه نمی کرد بلکه تنها با استفاده از کتابخانه منسوخ شده Cordova خروجی موبایل و یک خروجی ویندوز بر پایه مرورگر را به کاربران عرضه میکرد که همین امر باعث شده بود تا کاربران زیادی به استفاده از این انجین ترغیب نشوند. اما خروجی های کانستراکت 3  قابلیت اجرا بر روی سیستم عامل های پایه یونیکس مثل مکینتاش، اندروید، آی او اس و توزیع های کرنل لینوکس و همچنین سیستم عامل ویندوز را دارد. همچنین فرمت ذخیره سازی فایل های csproject از xml به json تغییر کرده که باعث پردازش سریع تر و حجم کمتر در بارگذاری پروژه های مختلف داشته باشد و همچنین خروجی های آن کم حجم تر از خروجی های کانستراکت دو شده است.

## سازندگان
سازنده کانستراکت اشلی گالن و سایت سیرا است.